# Corybas cyclopensis
Corybas cyclopensis är en orkidéart som beskrevs av Pieter van Royen. Corybas cyclopensis ingår i släktet Corybas, och familjen orkidéer. Inga underarter finns listade i Catalogue of Life.